# ريتشارد بادج
ريتشارد بادج (بالإنجليزية: Richard Budge)‏ هو شخصية أعمال بريطاني، ولد في 19 أبريل 1947، وتوفي في 18 يوليو 2016.